# Melavka
Melavka (en rus: Мелавка) és un poble de l'óblast de Kursk, a Rússia, que en el cens del 2010 tenia 134 habitants. Pertany al districte de Kastórnoie.